# 一寸法師 (江戸川乱歩)
『一寸法師』（いっすんぼうし）は、江戸川乱歩の中編小説。乱歩初の新聞連載小説であり、連載終了直後に早くも映画化されるなど人気を博した。

## 概要
『東京朝日新聞』に1926年12月8日から1927年2月20日まで、『大阪朝日新聞』に1926年12月8日から1927年2月21日まで掲載された。東西同時掲載だったが、大正天皇崩御などの重要事件が相次ぎ、特別紙面が組まれた影響で掲載日にずれが生じ、『大阪朝日新聞』では最後の4回を3回に圧縮した。
山本有三が病気により小説連載を中断することとなったため、急遽ピンチヒッターとして乱歩が小説を掲載することとなった。急な連載、かつ長編には慣れていなかったため、ストーリーがまとまらず、たびたび休載し、細部の詰めなども甘く、内容も乱歩としては満足できるものではなかった。特に、それまで短編で本格探偵小説を書いてきた乱歩としては、本作は通俗的な作品として、羞恥の対象であったことを何度も発言している。事実、本作と並行して書かれた『パノラマ島奇譚（奇談）』を脱稿すると、乱歩は小説を休筆し、妻子をおいて旅に出ている。次に『陰獣』で復活を果たすのは1年以上もあととなった。
一方で、のち、一世を風靡することとなる戦前の乱歩の「通俗長編もの」の嚆矢ともなった作品でもある。実際、本作も人気を集め、連載の同年に映画化されるなど（乱歩作品初の映画化）反響は大きかった。

## あらすじ
ある夜、青年小林紋三は浅草公園で奇妙な背の低い男が落とした風呂敷包みから人間の手首がのぞくのを目撃する。小林は冒険心から、それをすぐに拾い上げたその男の後を追ってみる。すると男は養源寺という寺に消える。翌日、小林は養源寺に赴き、その怪人物について尋ねるが、住職も、また近所の人々も「そんな人間は知らない」という。そんなとき、小林は同郷の先輩実業家、山野大五郎の後妻で、ひそかに憧れている百合枝に会う。百合枝は継子の三千子が部屋から消えてしまったので、小林の知り合いである探偵明智小五郎を紹介して欲しいと小林にたのむ。
三千子の部屋を捜索し、使用人を問いただした結果、ピアノの中にヘアピンを見つけた明智は、三千子の体はピアノに隠され、そして、ゴミ箱とともに運び出されたらしいと考える。
一方、百合枝は謎の男に呼び出され脅迫される。その男は義足をつけた背の低い男だった。ふたりを尾行していた小林は二人が入っていった家の中から女の悲鳴が聞こえたので踏み込んでみるが、二人は消えていた。さらに今度は、病気と称して閉じこもっていた山野家の女中、小松が失踪する。
明智は、百合枝が謎の男と密会した家と、養源寺、そしてある人形師の家とが秘密の抜け道で通じていること、さらには奇妙な背の低い男とは養源寺の住職であることを見抜き、その秘密の抜け道の三方から警察、そして小林とともに踏み込む。そこには百合枝と例の奇妙な背の低い男がいた。奇妙な背の低い男は屋根へ、煙突の上へと逃げるが、そこからワイヤーを伝うのに失敗し墜落、病院にかつぎこまれる。小林は百合枝を連れて逃亡しようとするが、百合枝が、夫が犯人で自分は山野家を守るために脅迫者の思い通りにもなったのだと述べるのを追跡してきた明智の部下に聞かれてしまったために逃亡をあきらめる。
人形師の家で明智は警察、小林らの前で真相を語る。実は、三千子が山野家の運転手の青年、蕗屋をめぐっての恋敵である女中の小松の頭にかっとなって石膏像をぶつけて殺してしまったのが始まりだったのだ。それはすぐに父の山野氏の知るところとなり、それ以後、三千子は小松に化けていたのだった。小松は実は山野の隠し子で二人は似ていたために病気と称しての閉じこもりくらいではばれなかったのだ。そして殺されたのが三千子であると警察が断定したところで、山野氏は小松に化けた三千子を失踪させ、蕗屋とともにこの人形師の家の奥にかくまわせていたのだが、明智はそれをふたりの化粧品の差と、それについてた指紋の有無の差で見抜いたのだった。三千子と蕗屋がその場に姿を見せ、そして山野氏が住職にその処分を任せた小松の遺体が、その人形師の家のキューピー像の中から出てくる。しかしその遺体には喉を絞めた跡があった。明智が尋ねると、三千子はそれには覚えがないという。それは例の奇妙な背の低い男がしたことだと、病院で今しがた息を引き取った本人の口から告白されたということにされ、事件は解決をみる。

## 登場人物
小林紋三（こばやし もんぞう）明智の友人。人妻の百合枝にほのかな恋心を抱く。
山野大五郎（やまの だいごろう）実業家。46歳。娘思いで三千子の失踪後、ふさぎこむ。
山野百合枝（やまの ゆりえ）大五郎の妻。30歳。後妻で、三千子の継母。
山野三千子（やまの みちこ）大五郎の娘。19歳。運転手の蕗屋と恋仲だった。
蕗屋（ふきや）山野家のお抱え運転手。三千子と恋仲だったが、小間使いの小松とも関係があった。
小松（こまつ）山野家の小間使い。三千子の失踪後寝込み、しばらくして行方不明となる。
北島春雄（きたじま はるお）三千子のかつての恋人。三千子との交際のために金を使いすぎ、犯罪に手を染め服役していた。
明智小五郎（あけち こごろう）私立探偵。「屋根裏の散歩者」事件の後、上海に渡っていたが帰国。暇を持て余していた時に、三千子失踪事件の依頼を受ける。

## 収録
光文社文庫『江戸川乱歩全集第2巻 パノラマ島綺譚』（2004年）
集英社文庫『明智小五郎事件簿 2』平山雄一・編（2016年）

## 映画

### 1927年版
聯合映画芸術家協会制作、志波西果監督。乱歩の作品では初めての映像化である。

監督の志波は制作途中で降板したため、後半部分は脚本の直木三十五が演出している。そのため、監督は志波と直木の連名とされることもある。

#### キャスト
- 明智小五郎 - 石井漠
- 山野夫人 - 白河殊子
- 一寸法師 - 栗山茶迷
- 女中お雪 - 石井小浪
- 山野三千子 - 鈴木芳子

### 1948年版
松竹制作。

#### スタッフ
- 監督 - 市川哲夫
- 製作 - 小倉浩一郎
- 脚色 - 沢村勉
- 撮影 - 鹿島正雄

#### キャスト
- 明智小五郎 - 藤田進
- 牧原桃子 - 市川春代
- 小野大五郎 - 北竜二
- 蕗屋敬作 - ハヤフサヒデト
- 一寸法師 - 酒井福助
- 永田光男
- 鈴木美智子

### 1955年版
新東宝制作。映像ソフトでは題名を『江戸川乱歩の一寸法師』としているものもある。

#### スタッフ
- 監督 - 内川清一郎
- 脚本 - 舘岡謙之助

#### キャスト
- 一寸法師 - 和久井勉
- 三千子 - 安西郷子
- 小林章三 - 宇津井健
- 百合枝 - 三浦光子
- 旗龍作 - 二本柳寛
- 山野大五郎 - 三島雅夫
- 助手平田 - 天知茂

### 盲獣vs一寸法師
2004年公開の映画。